# Rubedo
Rubedo est un système de gestion de contenu (en anglais CMS pour content management system) et de site de commerce électronique open source d'origine française. Sa particularité est d'intégrer l'analyse comportementale (ciblage comportemental) pour personnaliser les sites en fonction des centres d’intérêt des internautes et de leurs comportements. Le CMS Rubedo est sous licence libre GNU GPL.

## Présentation
Rubedo est utilisé à la fois par des entreprises privées et des organismes publics pour la réalisation de sites institutionnels, sites thématiques, sites événementiels, sites BtoB et BtoC et sites de vente en ligne. Sa fonction multisite permet de créer différents sites à partir du back-office, tout en donnant la possibilité d'avoir un ou plusieurs webmasters.
En 2014 un moteur de personnalisation des articles a été ajouté au socle. Les sites peuvent personnaliser tout ou partie des articles affichés en fonction des différentes pages consultées par les internautes.
En 2016, des outils de Marketing automation et de tracking des comportements sont intégrés pour permettre d'afficher des informations (push) en fonction des actions des internautes.
Une version 4 est annoncée pour 2017. Elle intégrera le Machine learning pour développer les Interactions entre les sites et les internautes.

## Caractéristiques

### Personnalisation et ciblage comportemental
Rubedo propose de personnaliser les sites à l'aide de l'analyse comportementale (Ciblage comportemental). Les sites se personnalisent en fonction des précédentes navigations des internautes, connectés ou simples visiteurs. La personnalisation des sites est automatique (pas de segmentation des utilisateurs à réaliser) et en temps réel.
Dans le cadre des sites de contenus, l'outil de personnalisation nommé Magic Queries permet d'optimiser le taux de retour sur les sites, d'augmenter les interactions et fidéliser les internautes qui ont accès plus facilement aux articles qui les intéressent.

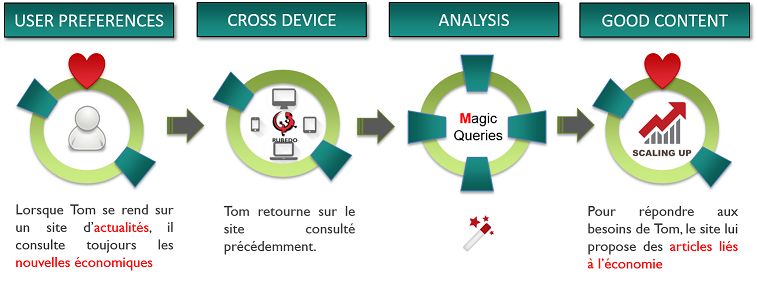
Magic queries dans Rubedo

Dans le cadre de site de vente en ligne, la personnalisation permet de mettre en avant des produits consultés précédemment ou de nouveaux produits pour augmenter les ventes et le panier moyen.
L'outil d'automatisation des actions marketing permet également de modifier l'ergonomie et les informations affichées aux internautes en fonction de leurs comportements (Marketing programmatique). Un assistant permet de définir des conditions (dernière connexion de l'utilisateur, date de dernière visite, durée sur une page, vue d'une page, saisie d'un formulaire, ...) et la réaction du site pour l'internaute (afficher une pop in, afficher un contenu spécifique, personnaliser les contenus affichés, ..).

### Ergonomie et appropriation
La partie administration de Rubedo (back-office) est présentée sous forme de bureau virtuel. Elle permet de personnaliser son environnement de travail et d'accéder à l'aide du menu aux différentes fonctions d'administration des sites, de webmastering et de gestion de contenu. Les fonctions sont proposées aux utilisateurs en fonction de leurs droits et rôles. Pour faciliter le travail des contributeurs, des fonctions de création et modification sont également disponibles depuis le front-office (partie visible aux visiteurs).

#### Édition des contenus
Rubedo propose la création et l'édition inline de contenus depuis le site (application de front office) et depuis le back-office. La rédaction de nouveaux contenus est réalisée à l'aide de formulaires de saisie et l'édition peut être réalisée directement dans la page pour permettre à l'utilisateur de visualiser en temps réel ses modifications.

### Gestion des contenus et médias
Rubedo permet de créer simplement de nouveaux types de contenus (articles, actualités, événements…) sans connaissance technique. Cette souplesse, permet de définir les options pour les contributeurs et valideurs : choix des champs (éditeur riche, carrousel, date, adresse géolocalisée, vidéos et images de la médiathèque ou externes (Par exemple YouTube, flux RSS...), choix du Workflow, taxonomie, droits.
En fonction de la stratégie d'internationalisation choisie, les contenus et les médias peuvent être traduits.

### CMS responsive web design natif
Rubedo permet de créer des sites qui s'adaptent automatiquement aux écrans sur lesquels ils sont consultés[réf. souhaitée]. À l'aide de cases à cocher, l’administrateur peut définir les éléments qui s'afficheront sur les ordinateurs, tablettes et téléphone.
La modification des sites et la gestion de leur affichage ne nécessite pas de connaissance technique. L'agencement des sites sur les différents supports de consultation est réalisé et piloté depuis la partie administration du cms[réf. souhaitée].
Un module de prévisualisation sur les différents terminaux est disponible en back-office.

### Usine à sites et multi-site
Rubedo est  une solution multisite, plusieurs sites web peuvent être créés à partir d'une seule instance. Les sites peuvent partager :
- un référentiel de contenus éditoriaux (articles, actualités…)
- un référentiel de documents (images, sons, vidéos, fichiers PDF, fichiers bureautiques…)
- un référentiel de fonctionnalités (blocs) qui sont agencées dans les pages
- un référentiel d'utilisateurs
- un référentiel de charte graphique
- une galaxie de sites internet/intranet/extranet/ecommerce

Les sites peuvent ensuite être gérés par un administrateur central et de multiples administrateurs.
La création de nouveaux sites est réalisée à l'aide d'un assistant à quatre étapes. La création d'un site se fait à partir d'un site vierge ou d'un modèle de site créé en fonction des besoins. Les nouveaux sites sont déployés en quelques minutes.

### Recherche et indexation des contenus
Rubedo intègre le moteur d’indexation et de recherche libre Elasticsearch.
Elasticsearch se caractérise par son modèle ouvert, qualifié de documentaire ou NoSQL, qui lui permet d’indexer des sources de données très complètes, et par sa capacité à indexer en temps réel de grands volumes de données sans dégradation des performances de recherche.
Les types de données créés par le biais de l’éditeur Rubedo sont instantanément déclarés au moteur d’indexation et les contenus et médias sont indexés en temps réel. Les visiteurs peuvent donc les consulter dès leur publication sur le Web.

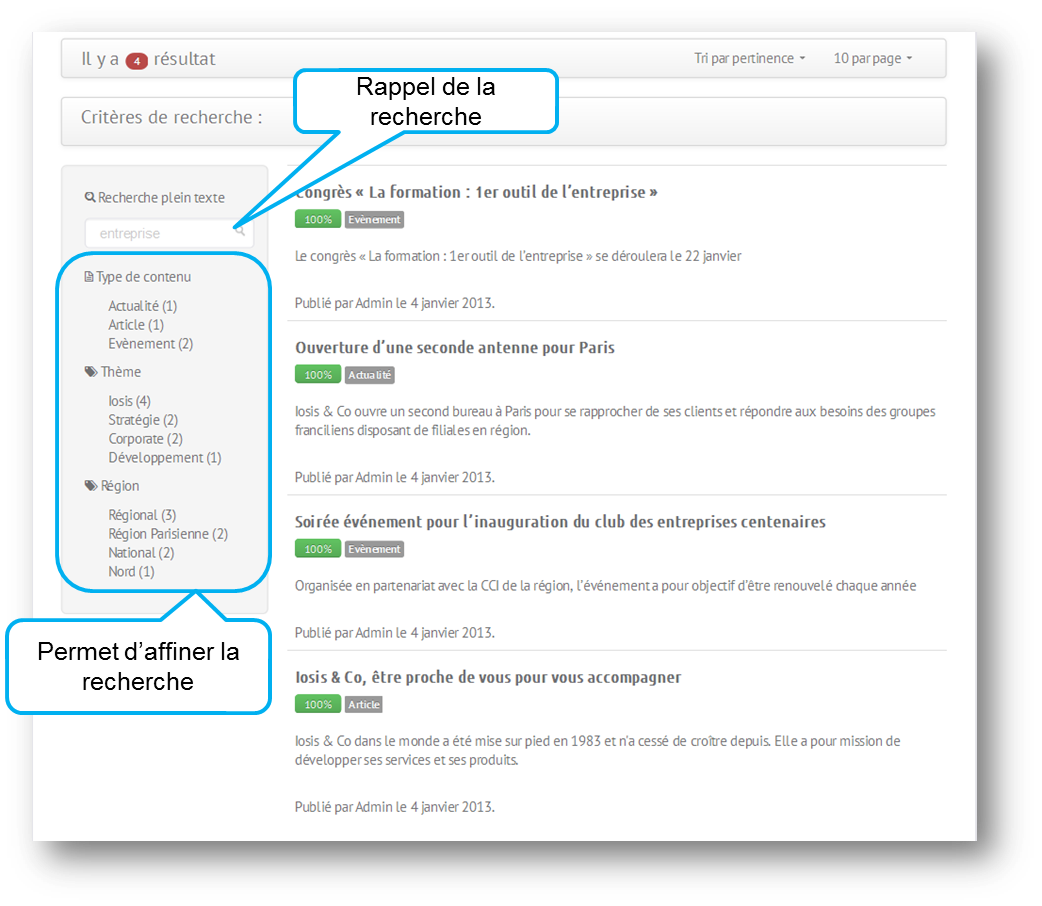
Recherche Rubedo

#### Exemple de recherche à facettes
Rubedo exploite les capacités d’Elasticsearch en proposant nativement une recherche à facettes.
Sur la base  d’une recherche plein texte, les facettes propose un affinage automatique des résultats par auteur, type de document, date de publication, format de document… mais également sur la base des taxonomies applicables. Cette recherche peut également être couplée à des fonctions de géolocalisation.
La bibliothèque d’indexation fournit des analyseurs syntaxiques de fichiers pour les formats les plus communs (doc, xls, ppt, xml, openoffice, pdf, html, txt…), pour permettre une recherche textuelle dans le contenu de ces fichiers.

### Bureau personnel
L’interface est personnalisable graphiquement par l’utilisateur, qui peut librement choisir :
- Son fond d'écran
- le thème du back-office

Un système de favoris lui permet d’ajouter des icônes d’accès direct aux fonctions et contenus les plus souvent utilisés. Les icônes sont déplaçables par simple drag&drop et renommables.

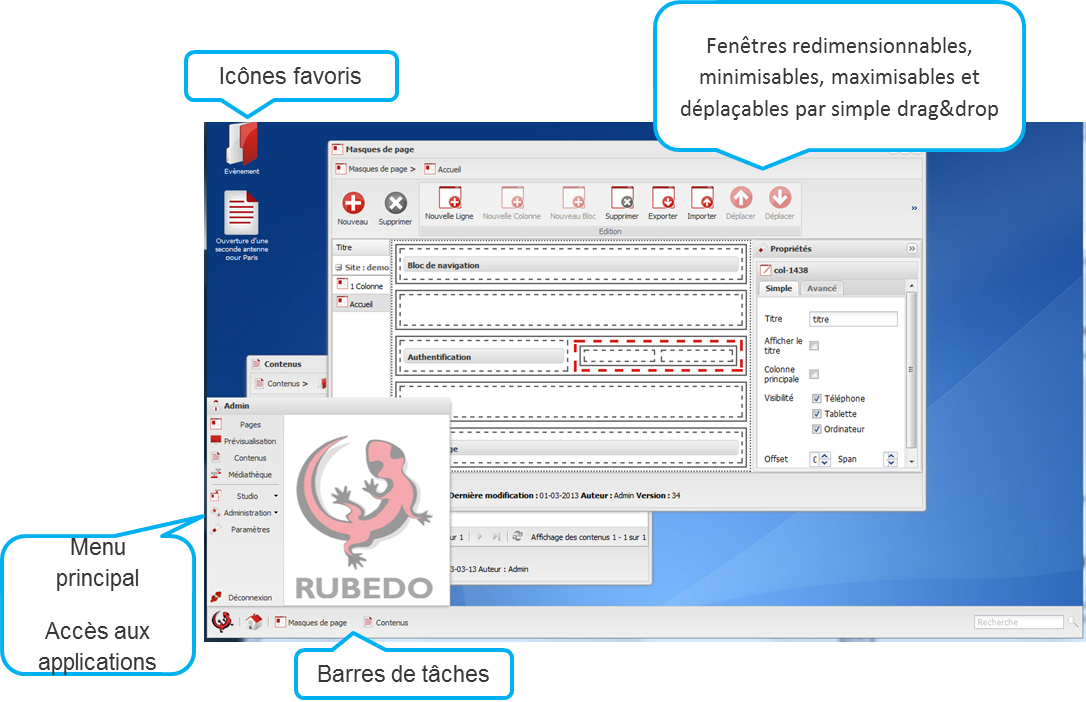
Personnalisation Rubedo

### Taxonomie des contenus
La taxonomie est la science du classement et de l’organisation. Dans Rubedo elle permet de définir un ensemble de vocabulaires thématiques constitués de termes arborescents, qui servent à classer les contenus. 
Multi-classement et mises à jour automatiques : la taxonomie permet de proposer un contenu sur plusieurs pages du site sans le dupliquer. Par exemple : Le règlement intérieur d’une entreprise peut être proposé dans une rubrique consacrée aux ressources humaines, et aussi dans une rubrique regroupant les documents utiles.
La multi-classification des contenus et documents offre aux contributeurs l’avantage de ne modifier qu’une seule et unique fois le contenu. Les autres pages affichant ce même contenu seront mises à jour automatiquement.
Affichage de contenus en fonction de leur classement : la taxonomie permet également de gérer des filtres sur les contenus pour leur remontée dans les blocs (par exemple : liste d’actualités ayant trait aux transports concernant les étudiants), ou de créer des liens automatiques de navigation par rebond (autres actualités ‘Emploi’) ou par nuage de tags. Par la création de listes de contenus, Rubedo propose un assistant pour créer des requêtes à partir de cette classification par taxonomie.

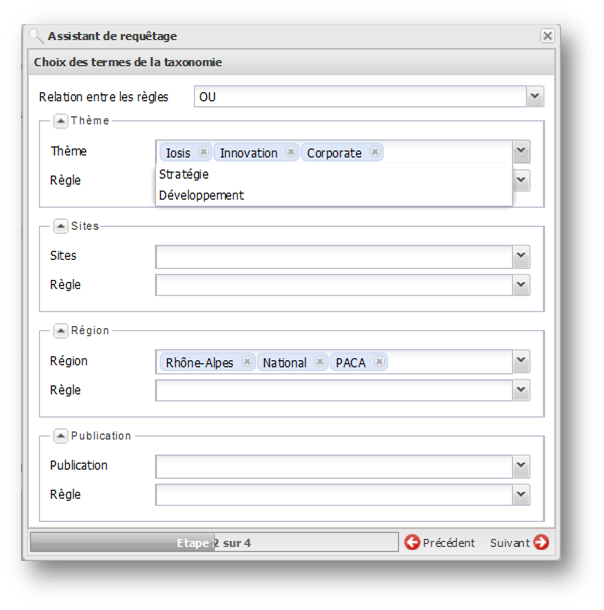
Requeteur dynamique Rubedo

### CMS NoSQL
Le CMS Rubedo est construit sur une base NoSQL MongoDB. Dans Rubedo, la base NoSQL permet également aux administrateurs fonctionnels de créer et modifier en live les types de contenus (articles, actualités, événements, fiches…) sans recourir à un développement. Les capacités big data apportées par la base MongoDB permettent également d’envisager sereinement l’évolution des sites web : Pic de charge, augmentation du trafic de fréquentation ou croissance importante des articles et vidéos sont gérés nativement.  

## Historique
La solution Rubedo est éditée par la société française WebTales.  

## Prix et distinctions
2013 : Award de l’innovation technique en présentant son socle Big Data : MongoDB, Elasticsearch et Zend framework.
2014 : Award de l'innovation Front-office en présentant la solution de personnalisation en temps réel des sites
2015 : Best Content Management System Software par TOP Ten Reviews 
2016 : Best Content Management System Software par TOP Ten Reviews 

## Architecture
L’architecture logicielle de Rubedo s’appuie sur des solutions libres  :
- Un framework PHP : Zend Framework2
- Une base NoSQL : MongoDB
- Un moteur de recherche : ElasticSearch
- Un framework Javascript pour le front-office : AngularJS
- Le toolkit HTML5 - CSS3 : Bootstrap